# 24-я пехотная дивизия (Российская империя)

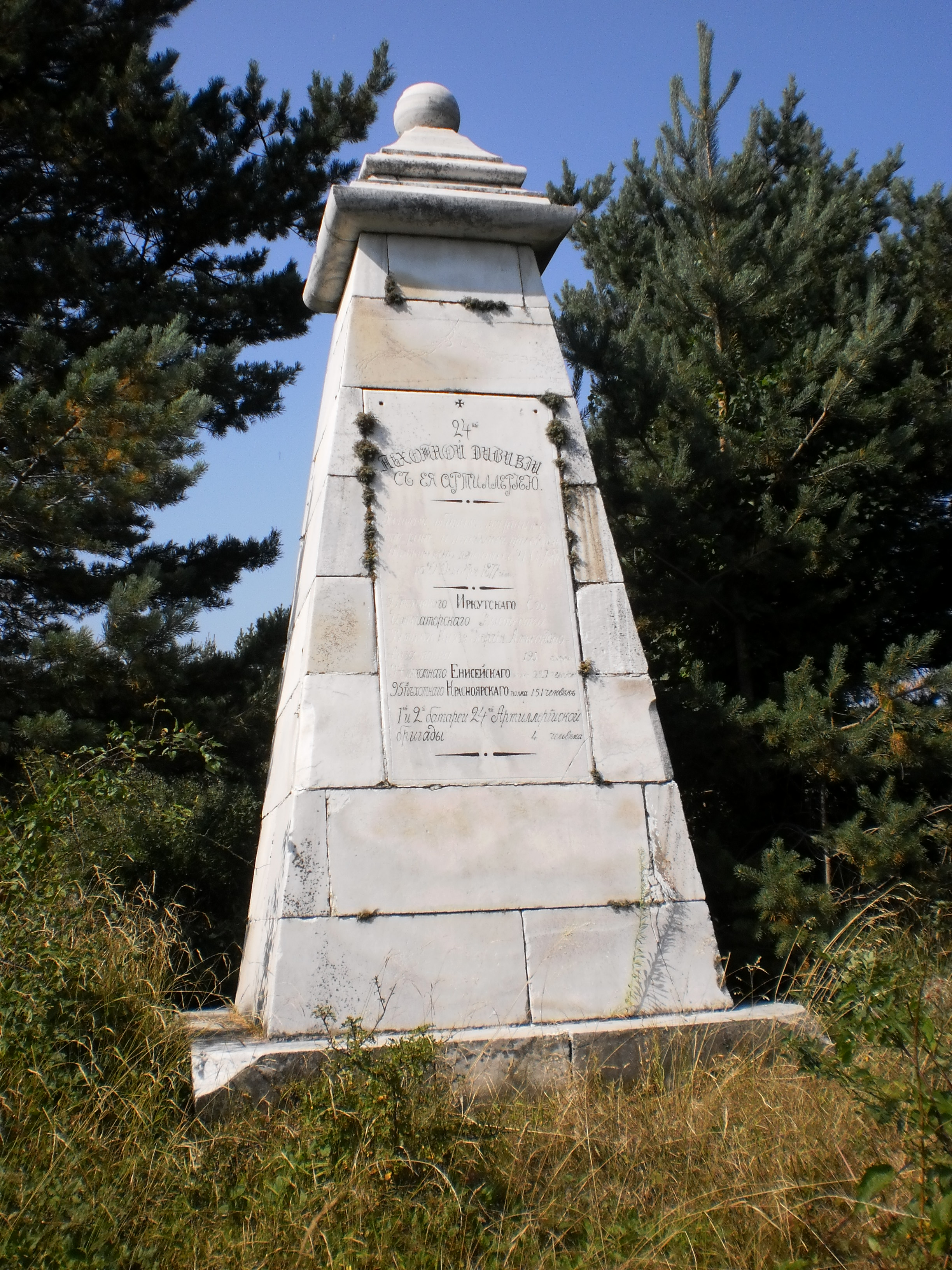
Памятник 24-й пехотной дивизии, Шипка, Болгария.

24-я пехотная дивизия — пехотное соединение в составе Русской императорской армии.
Штаб-квартира дивизии: Псков. Входила в 1-й армейский корпус.

## История дивизии

### История сформирования
Первоначально была сформирована 5 ноября 1808 г. как 25-я дивизия, в 1811 г. переименованная в 24-ю пехотную дивизию. Одним из ее первых начальников император Александр I назначил шефа Томского мушкетёрского полка генерал-майора П. Г. Лихачёва. 24-я пд принимала участие в Отечественной войне 1812 года и в Заграничных походах русской армии. 
Дивизия прославилась в Бородинском сражении, где в составе 6-го пехотного корпуса генерала Д. С. Дохтурова отбивала одну за другой атаки французской пехоты генералов Морана и Бруссье, а затем и кавалерии на батарею Раевского. Этот пункт был одной из важнейших точек русской позиции и сражение за него велось с небывалым ожесточением: тяжело раненый командир дивизии генерал Лихачёв был захвачен в плен, а к концу битвы дивизия потеряла 858 человек убитыми, 805 пропавшими без вести и 815 — ранеными; по воспоминаниям французских участников битвы, их потери у батареи Раевского были огромными.
В 1820 г. была переименована в 12-ю пехотную, в 1833 г. расформирована.
В первой половине XIX в. название 24-й пд поочередно носили еще два соединения РИА. Последняя из этих дивизий, входившая в состав Отдельного Сибирского корпуса, была расформирована в декабре 1862 г., из её частей образован 11-й округ Корпуса Внутренней стражи.
24-я пехотная дивизия была вновь сформирована Высочайшим приказом 13 августа 1863 года в числе 12 пехотных дивизий (с 23-й по 34-ю) (на формирование которых были обращены полки упразднённых 1-й, 2-й, 3-й и 5-й резервных пехотных дивизий). Управление дивизии было сформировано заново.

### Боевые действия
Под командованием генерала К. И. Гершельмана дивизия приняла активное участие в русско-турецкой войне 1877—1878 годов, в частности, в обороне Шипки. «Эта дивизия, — писал очевидец шипкинской обороны Н. Бороздин, — считалась почти равной гвардии, её командир был близок ко двору и, посылая своих солдат на перевал, он рекомендовал офицерам „не нежить нижних чинов и показать шипкинцам, как должен вести себя настоящий солдат“». В октябре 1877 г. дивизия прибыла на Шипку, а в ноябре начались сильные морозы и снежные ураганы, гибельно отозвавшиеся на дивизии, «щегольски одетой» и «воспитанной на строгой опеке», но обутой и одетой не для зимней кампании в горных условиях Балкан. Потеряв в течение месяца больными и ознобившимися в трёх полках 5425 человек, дивизия, получившая название «замёрзшей», 6 декабря 1877 года была снята с шипкинской позиции. В. И. Немирович-Данченко сообщал: «В убогом соборе в Габрово лежали ряды солдат 24-й дивизии. Это были замерзшие мученики Шипки… Замерзнувшие потому что их жизнь никому не была дорога. Шаркунам, фразерам, карьеристам не было дела до этих сотен наших тружеников».
29 декабря 1877 г. Гершельман был отстранен от должности начальника дивизии и назначен состоять в распоряжении главнокомандующего великого князя Николая Николаевича.
В период Первой мировой войны:

Подобно гренадерам, и I армейский корпус видел почти исключительно обратную сторону медали (Сольдау, Лодзь, Нарочь, Стоход). 22-я пехотная дивизия не имела счастья, но 24-я пехотная дивизия показала себя превосходно. Отметим иркутцев полковника Копытинского и енисейцев полковника Чермоева под Казимиржем 12 октября 1914 года.— А. А. Керсновский. История русской армии

## Состав дивизии

### При Бородино
- начальник генерал-майор П. Г. Лихачёв 1-й (тяжело ранен и попал в плен в ходе сражения);
генерал-майор Цыбульский, Иван Денисович (с 7 сент.);

- 1-я бригада, командир генерал-майор Цыбульский, Иван Денисович

- 2-я бригада, командир полковник Денисьев, Пётр Васильевич
- 3-я бригада, командир Вуич, Николай Васильевич

### 1913 год
- 1-я бригада (Псков)
  - 93-й пехотный Иркутский Е. И. В. Великого Князя Михаила Александровича полк
  - 94-й пехотный Енисейский полк
- 2-я бригада (Псков)
  - 95-й пехотный Красноярский полк
  - 96-й пехотный Омский полк
- 24-я артиллерийская бригада (Луга)

## Командование дивизии (формирования 1863 г.)
(Командующий в дореволюционной терминологии означал временно исполняющего обязанности начальника или командира. Должности начальника дивизии соответствовал чин генерал-лейтенанта, и при назначении на эту должность генерал-майоров они оставались командующими до момента своего производства в генерал-лейтенанты).

### Начальники дивизии
- 15.08.1863 — 07.09.1863 — генерал-лейтенант Бельгард, Карл Александрович
- 07.09.1863 — 27.11.1864 — генерал-лейтенант Маслов, Николай Александрович
- 27.11.1864 — 10.10.1868 — генерал-майор (с 30.08.1867 генерал-лейтенант) Ден, Андрей Ефимович
- 10.10.1868 — 01.11.1876 — генерал-адъютант генерал-лейтенант князь Барклай-де-Толли-Веймарн, Александр Петрович
- 01.11.1876 — 29.12.1877 — генерал-адъютант генерал-лейтенант Гершельман, Константин Иванович
- 29.12.1877 — 22.01.1890[7] — генерал-майор (с 30.08.1879 генерал-лейтенант) Салов, Владимир Николаевич
- 12.02.1890 — 12.10.1896[8] — генерал-майор (с 30.08.1890 генерал-лейтенант) Маклаков, Георгий Константинович
- 04.11.1896 — 12.02.1897 — генерал-лейтенант Сиверс, Михаил Александрович
- 12.02.1897 — 10.01.1902 — генерал-лейтенант Дембовский, Леонид Матвеевич
- 30.01.1902 — 14.04.1904 — генерал-майор (с 14.04.1902 генерал-лейтенант) барон Зальца, Антон Егорович
- 19.04.1904 — 21.06.1906 — генерал-лейтенант Романенко, Иван Андреевич
- 27.06.1906 — 10.01.1907 — генерал-майор (с 30.07.1906 генерал-лейтенант) Адлерберг, Александр Александрович
- 10.01.1907 — 24.01.1908 — генерал-лейтенант Михневич, Николай Петрович
- 02.07.1908 — 14.10.1908 — генерал-лейтенант Говоров, Николай Иванович
- 14.10.1908 — 21.12.1908 — генерал-лейтенант Шостак, Фёдор Александрович
- 16.01.1909 — 03.06.1910 — генерал-лейтенант Шванк, Леопольд-Эдуард Александрович
- 12.07.1910 — 19.04.1915 — генерал-лейтенант Рещиков, Николай Петрович
- 22.04.1915 — 10.01.1917 — генерал-лейтенант Полянский, Алексей Сергеевич
- 15.02.1917 — 14.01.1918 — командующий генерал-майор Глясс, Владислав-Александр Эдуардович

### Начальники штаба дивизии
- 30.08.1863 — хх.01.1865 — полковник князь Шаховской, Иван Владимирович
- 10.01.1865 — 16.09.1865 — полковник Раух, Оттон Егорович
- 18.10.1865 — хх.хх.хххх — полковник Скобельцын, Пётр Евграфович
- 25.11.1866 — 23.03.1871 — полковник барон Зедделер, Логгин Логгинович
- 23.03.1871 — 29.11.1878 — подполковник (с 28.03.1871 полковник) Водар, Александр Карлович
- 09.12.1878 — 22.06.1882 — полковник Иванов, Григорий Иванович[9]
- 23.08.1882 — 05.04.1886 — полковник Драке, Фёдор Людвигович
- 13.04.1886 — 21.05.1895 — полковник Ольховский, Пётр Дмитриевич
- 06.07.1895 — 01.12.1899 — полковник Потоцкий, Пётр Платонович
- 04.12.1899 — 03.12.1902 — полковник Мандрыка, Иван Акимович
- 10.01.1903 — 06.08.1905 — полковник Козлов, Иван Иванович
- 07.10.1905 — 23.01.1909 — полковник Пукалов, Дмитрий Платонович
- 24.01.1909 — 23.02.1914 — полковник Орлов, Павел Александрович
- 31.03.1914 — 01.04.1915 — полковник Томилин, Сергей Валерианович
- 22.03.1915 — 14.06.1915 — и. д. подполковник Беловский, Алексей Петрович
- 14.06.1915 — 18.03.1917 — и. д. подполковник (с 06.12.1915 полковник) Белогорцев, Владимир Фёдорович
- 09.04.1917 — хх.хх.хххх — полковник (с 15.10.1917 генерал-майор) Дашкевич-Горбацкий, Владислав Владиславович

### Командиры 1-й бригады
Должности бригадных командиров в пехотных и кавалерийских дивизиях на момент формирования 24-й пехотной дивизии были упразднены. Они были восстановлены 30 августа 1873 года. 
После начала Первой мировой войны в дивизии была оставлена должность только одного бригадного командира, именовавшегося командиром бригады 24-й пехотной дивизии.
- 30.08.1873 — 15.09.1873 — генерал-майор фон Ден, Егор Александрович
- 15.09.1873 — 09.10.1873 — генерал-майор Мазараки, Виктор Иванович
- 09.10.1873 — 31.07.1877 — генерал-майор фон Ден, Егор Александрович
- 31.07.1877 — 03.02.1897 — генерал-майор Кононович, Казимир Иосифович
- 05.02.1897 — 11.10.1900 — генерал-майор Черняев, Николай Григорьевич
- 18.12.1900 — 31.12.1901 — генерал-майор Курганович, Константин Осипович
- 10.03.1902 — 27.01.1906 — генерал-майор Шифф, Павел Александрович
- 27.01.1906 — 19.07.1914 — генерал-майор Апухтин, Александр Николаевич

### Командиры 2-й бригады
- 30.08.1873 — 15.09.1873 — генерал-майор Мазараки, Виктор Иванович
- 15.09.1873 — 09.10.1873 — генерал-майор фон Ден, Егор Александрович
- 09.10.1873 — 10.09.1877 — генерал-майор Блофиельд, Роберт Карлович
- 10.09.1877 — хх.хх.1879 — генерал-майор Данилов, Павел Николаевич
- 15.05.1879 — 04.12.1881 — генерал-майор Водар, Василий Карлович
- 23.12.1881 — 08.10.1888[10] — генерал-майор Васильев, Николай Михайлович
- 02.11.1888 — 26.05.1893 — генерал-майор Оржевский, Владимир Васильевич
- 26.05.1893 — 30.09.1897 — генерал-майор Гарновский, Пётр Иосифович
- 23.10.1897 — 25.01.1900 — генерал-майор Ренгартен, Иван Александрович
- 15.02.1900 — 16.04.1903 — генерал-майор Стахиев, Пётр Андреевич
- 20.04.1903 — 06.10.1910 — генерал-майор Клоченко, Пётр Иванович
- 06.10.1910 — 09.11.1914 — генерал-майор Шишкин, Михаил Иванович
- 08.02.1915 — 08.05.1915 — генерал-майор Брейкш, Пётр Романович
- 08.05.1915 — 21.01.1916 — генерал-майор Лохвицкий, Николай Александрович
- 15.02.1916 — 19.05.1916 — генерал-майор Тучапский, Александр Гаврилович
- 31.05.1916 — 15.02.1917 — генерал-майор Глясс, Владислав-Александр Эдуардович
- 31.03.1917 — хх.хх.хххх — полковник (с 24.07.1917 генерал-майор) Александров, Николай Григорьевич

### Помощники начальника дивизии
В период с 28 марта 1857 года по 30 августа 1873 года помощники начальника дивизии фактически являлись бригадными командирами.
- 30.08.1863 — 16.10.1863 — генерал-майор Храповицкий, Казимир Михайлович
- 16.10.1863 — 27.11.1864 — генерал-майор Головачевский, Егор Дмитриевич
- 06.12.1864 — 23.10.1867 — генерал-майор Дебоа, Александр Алексеевич
- 23.10.1867 — 05.02.1869 — генерал-майор Набель, Владимир Генрихович
- 09.02.1869 — 30.08.1869 — генерал-майор Шелькинг, Эмиль Львович
- 30.08.1869 — 30.08.1873[11] — генерал-майор фон Ден, Егор Александрович

### Командиры 24-й артиллерийской бригады
Бригада сформирована 3 ноября 1863 года путем переформирования 2-й Сводной резервной артиллерийской бригады.
До 1875 г. должности командира артиллерийской бригады соответствовал чин полковника, а с 17 августа 1875 г. - чин генерал-майора.
- 02.12.1863[14] — 12.05.1865 — генерал-майор Олохов, Фёдор Алексеевич
- 11.07.1865 — 02.01.1877 — полковник (с 28.03.1871 генерал-майор) Бирюков, Николай Сергеевич
- 02.01.1877 — 06.10.1878 — полковник (с 01.01.1878 генерал-майор) Шепелев, Александр Дмитриевич
- 22.10.1878 — 06.05.1882[7] — полковник (с 12.12.1878 генерал-майор) Линген, Фердинанд Александрович
- 27.05.1882 — 18.04.1883 — полковник (с 30.08.1882 генерал-майор) Скворцов, Александр Николаевич
- 18.04.1883 — 02.05.1887 — генерал-майор Бернгардт, Владимир Андреевич
- 02.05.1887 — 24.05.1893[15] — генерал-майор Бучкиев, Александр Борисович
- 24.05.1893 — 05.12.1899 — генерал-майор Прежбяно, Константин Павлович
- 29.12.1899 — 14.10.1903 — полковник (09.04.1900 генерал-майор) Мейбаум, Георгий Константинович
- 14.10.1903 — 24.01.1909 — генерал-майор фон Вольский, Рудольф Адольфович
- 24.01.1909 — 26.01.1914 — генерал-майор Дельвиг, Сергей Николаевич
- 11.02.1914 — 13.05.1916 — генерал-майор Богданович, Иосиф Иванович
- 03.06.1916 — хх.хх.хххх — полковник (с 25.08.1917 генерал-майор) Алымов, Николай Ильич